# Лозанна (станция)
Лозанна — пассажирская железнодорожная станция в швейцарском городе Лозанне, входящая в Швейцарские федеральные железные дороги. Со станции отправляются поезда в 4 направлениях Швейцарии: на Берн, Женеву, Ольтен и Домодоссолу.
Станция Лозанны была построена в 1856 году существовавшей тогда Западно-Швейцарской компанией. В 1906 году был объявлен конкурс на возведение нового вокзала, фасад которого должен был быть достойным, но не роскошным, по материалу предпочтение отдавалось местному камню. Конкурс выиграли архитектурные мастерские Monod & Laverrière и Taillens & Dubois. Строительство вокзала в стиле модерн велось с 1911 по 1916 годы. В 1992—1996 годы на вокзале был проведён капитальный ремонт.
В 1984 году на станцию прибыл первый скоростной поезд TGV. В 2008 году на вокзальной площади открыта станция метро Lausanne Gare. Через станцию проходят транзитные грузовые поезда.